# Melody (cantante brasileña)
Gabriella Abreu Severino (São Paulo; 4 de enero de 2007), más conocida como Melody, es una cantante, compositora, modelo y productora brasileña.
Alcanzó notoriedad en el 2015 con su canción “Falem de Mim”.

## Biografía y carrera
Melody es hija de Thiago Abreu y Daiane Glória Severino y tiene una hermana, conocida como Bella Angel, que también canta, dos años mayor. Hasta enero de 2019 vivía con sus padres y su hermana, sin embargo, la pareja inició un proceso de separación y la custodia de las niñas deberá quedar con la madre.
Según relatos de su padre, Thiago Abreu, más conocido como Belinho, Gabriella sueña con ser cantante desde muy joven, debido a su influencia, quien también es cantante de funk. La hermana Bella Angel también sigue una carrera musical. La madre de las niñas, por su parte, no interfirió en la carrera musical de las dos hasta enero de 2019, alegando ser impedida por el padre y las hijas, situación confirmada por el mismo Belinho.

### 2015: Fale de Mim y falsete
Melody ganó notoriedad nacional a principios de 2015, luego de publicar un video en su página de Facebook en el que cantaba Falem de Mim, una canción escrita por su padre. Poco después, hizo un video en falsete, esta vez con una amiga de su padre, Deborah Moreira, que se hizo viral.
Melody es considerada una de las niñas brasileñas más influyentes en Internet.

### 2016-2017: Melody
En 2016, Melody pasó a parodiar y versionar canciones famosas con la adición de su falsete, en el que recibió varias críticas, repercusiones negativas y denuncias de plagio por parte de artistas independientes. En el mismo año lanzó un EP con sus éxitos y otras canciones inéditas.
En 2017, la cantante publicó en su página de Facebook que comenzaría a cantar de verdad y produciría canciones totalmente originales.

### 2018: Vai rebola, Tô bem y primer disco
El 5 de junio de 2018, la cantante lanzó el clip de la canción Vai rebola, que se volvió viral en Internet, superando los cinco millones de reproducciones en la primera semana. Luego lanzó una nueva canción en colaboración con la cantante y presentadora brasileña Marisa Silva titulada Tô bem, que alcanzó excelentes posiciones en las listas musicales brasileñas. Con el éxito, la cantante anuncia la producción de su primer disco de estudio con la presencia de estas canciones.

## Estilo musical

### Influencias, estilo musical y vocal
Melody es conocida por usar mucha técnica de falsete en sus canciones, cuyos estilos son la melodía pop y funk melody, desde pequeña comenzó con estilos famosos y conocidos, Melody dice que su inspiración como cantante es Ariana Grande, donde influenció a Melody en falsete. La cantante ya aseguró haberse inspirado también en ottos artistas, incluidos Anitta, Ludmilla y Pabllo Vittar.
El timbre de melodía y soprano lírica, con agudos con afinación de falsete.

## Discografía

### Sencillos
| Año  | Título                                |
| ---- | ------------------------------------- |
| 2018 | "Tô Bem, Tô Zen" (feat. Bella Angel)  |
| 2018 | "Hoje eu tô um Nojo"                  |
| 2019 | "Vingança" (feat. Bella Angel)        |
| 2019 | "Anjo"                                |
| 2021 | "Fale de Mim"                         |
| 2021 | "Assalto Perigoso"                    |
| 2022 | "Fake Love 2"                         |
| 2022 | "Bebê I love You" (feat. Tierry)      |
| 2023 | "Love, Love" (feat. Naldo Benny)      |
| 2024 | "Mil Vezes (remix)" (Anitta & Melody) |
| 2024 | "Mexidinha" (Parangolé)               |

### Como artista invitada
| Año  | Título                                                 |
| ---- | ------------------------------------------------------ |
| 2016 | "Você Me Faz Tão Bem" (Rafinha Dragão & Melody)        |
| 2021 | "Nocaute" (Tilia feat. Melody)                         |
| 2022 | "Pipoco" (Ana Castela feat. Melody e DJ Chris no Beat) |
| 2023 | "Barbie de Chapéu" (Paula Guilherme feat. Melody)      |
| 2024 | "Eu Vou Sentar" (Nattan feat. Melody)                  |
| 2024 | "Lovezin Bandido" (Latino feat. Melody)                |
| 2025 | "Ilude Gostoso" (Luccas e Rodrigo feat. Melody)        |